# Дзунголи
Дзу̀нголи (на италиански: Zungoli) е село и община в Южна Италия, провинция Авелино, регион Кампания. Разположено е на 657 m надморска височина. Населението на общината е 1170 души (към 2012 г.).